# آیسن نیکولایف
آیسن سرگیویچ نیکولایف (روسی: Айсен Сергеевич Николаев , یاقوتی: Сэргэй уола Ньукулаайап Айыы Сиэн ; متولد ۲۲ ژانویه ۱۹۷۲) یک سیاستمدار روسی از قومیت یاکوت است. از ۲۸ مه ۲۰۱۸، او به عنوان چهارمین رئیس سخا خدمت کرده‌است.
نیکولایف در سال ۱۹۷۲ در لنینگراد در خانواده ای معلم به دنیا آمد. او دو برادر و یک خواهر دارد.
در ۱۶ سالگی از مدرسه فیزیک و ریاضیات همکاری مرکزی با مدال طلا فارغ‌التحصیل شد. نیکولایف وارد دانشکده فیزیک MSU در دانشگاه دولتی مسکو شد. در سال ۱۹۹۴ فارغ‌التحصیل شد و در همان سال از آکادمی ریاست جمهوری روسیه اقتصاد ملی و مدیریت دولتی در رشته مدیریت مالی فارغ‌التحصیل شد.